# Firekildehypotesen (Det Gamle Testamente)
|  | For anden betydning, se Firekildehypotesen (Det Nye Testamente) |
Ifølge firekildeteorien (også: firekildehypotesen, JEDP-hypotesen eller den litterær-kritiske kildesondringshypotese) er Mosebøgerne sammenstillet af fire hovedkilder. Det er altså ifølge denne opfattelse ikke Moses der har skrevet dem; derimod mener man at kunne sondre forskellige litterære lag som har fået følgende betegnelser:
- J:   Jahvisten fra 900-tallet f.Kr., hvor Gud sædvanligvis kaldes Jahve; et litterært lag der i modsætning til Præsteskriftet er præget af lægmandssynspunkter.
- E:   Elohisten fra 800-tallet f.Kr., hvor gudsbetegnelsen er Elohim.
- D:   Deuteronomisten fra 600-tallet f.Kr., det vil sige "forfatteren" til Femte Mosebog.
- P:   Præsteskriftet fra 500-tallet f.Kr., et litterært lag i Mosebøgerne, der antages at være blevet til i præstelige kredse, som viser særlig interesse i kultiske forhold.

Allerede Ludvig 15.s livlæge Jean Astruc var kommet på sporet af en sondring mellem Jahvisten og Elohisten (J og E ovenfor) i Formodningen om de skriftlige kilder, som det synes at Moses må have betjent sig af for at affatte 1. Mosebog fra 1753. Astruc mente at forskellige stilistiske ujævnheder, gentagelser, modsigelser og vekslen af gudsnavne talte for, at Moses måtte have haft forskellige kilder til rådighed, men opfattelsen er stadig at det er Moses der har skrevet Mosebøgerne.
Det blev den tyske teolog Julius Wellhausen, der i 1880'erne gav kildesondringsopfattelsen en udformning, som blev vejledende mange årtier frem. Han indførte også en Redaktor-instans, R, for at redegøre for, hvordan disse forskellige kilder kunne ende som ét samlet skrift, tænkt som en langstrakt proces der anses for afsluttet i 400-tallet f.Kr. Siden Wellhausen er teorien blevet både uddybet med endnu flere litterære lag og også modsagt.
Bag hver af disse fire kilder ligger traditioner og overleveringer der kan have været både mundtlige og nedskrevne. Nogle kan have været bevaret som sange, ballader og sagn hos forskellige stammer, nogle i nedskrevet form i sanktuarier, fredhellige steder. De såkaldte kilder skal ikke opfattes som skrevet helt uafhængigt af hinanden, men snarere som en løbende strøm af litteratur der repræsenterer et mønster af fremadskridende fortolkning af traditioner og historie.